# Psychoda fulvohirta
Psychoda fulvohirta és una espècie d'insecte dípter pertanyent a la família dels psicòdids que es troba a Àsia: l'Índia, incloent-hi Bengala Occidental.